# Bokala-Niampondougou
Bokala-Niampondougou est une localité du centre de la Côte d'Ivoire, chef-lieu de commune, appartenant au département de Dabakala, Région de la Vallée du Bandama. 